# Współczynnik względnej grubości ściany lewej komory
Współczynnik względnej grubości ściany lewej komory (RWT, z ang.: Relative Wall Thickness) - jeden ze współczynników, wyznaczany podczas badania echokardiograficznego, służący do różnicowania fizjologicznego pogrubienia mięśnia lewej komory serca zależnego od treningu, od jego patologicznego przerostu.
RWT to stosunek grubości ściany lewej komory do promienia (zewnętrznego) lewej komory. Wartości tego współczynnika powyżej 0,43-0,45 świadczą o patologicznym przeroście mięśniówki serca i sugerują istnienie kardiomiopatii przerostowej.

Przeczytaj ostrzeżenie dotyczące informacji medycznych i pokrewnych zamieszczonych w Wikipedii.